# Włodzimierz Medem
Włodzimierz Dawidowicz Medem, właśc. Władimir Grinberg (łot. Vladimirs Davidovičs Mēdems, ros. Владимир Давидович Медем, hebr. ולדימיר מדם, ur. 22 lipca 1879 w Lipawie, zm. 9 stycznia 1923 w Nowym Jorku) – przywódca i teoretyk Bundu w Rosji i w Polsce, działacz oświatowy i publicysta.

## Życiorys
Medem był synem rosyjskiego lekarza wojskowego w stopniu generała – Dawida. Włodzimierz Medem został ochrzczony w cerkwi prawosławnej, ale jego rodzina przeszła na protestantyzm. W młodości kształcił się w gimnazjum w Mińsku, następnie od 1897 studiował na Uniwersytecie Kijowskim, lecz w 1899 został wydalony z uczelni za udział w strajku studenckim, aresztowany i wysłany do Mińska pod nadzorem policji. W Mińsku w 1900 wstąpił do Bundu. W tym okresie zainteresował się żydowskim proletariatem i jego trudnymi warunkami życia. Pomimo zainteresowania sprawami żydowskimi, nie nawrócił się na judaizm. Medem nauczył się jidysz w wieku 22 lat – język ten był nieużywany w jego rodzinie.
Na przełomie XIX i XX w. Medem kierował kółkami partyjnymi, był członkiem lokalnego komitetu, ponadto był autorem proklamacji na 1 maja 1900 oraz artykułu do „Der Weker”. Został aresztowany w 1901 i skazany na 5-letnie zesłanie na Syberię. Po krótkim pobycie w moskiewskim więzieniu został z niego zwolniony ze względu na stan zdrowia po czym wyjechał do Berna, gdzie podjął naukę na wydziale filologicznym Uniwersytetu w Bernie i rozpoczął działalność w lokalnym Bundzie. Został też mianowany sekretarzem Biura Centralnego zagranicznych grup Bundu, a w 1903, na V zjeździe partii, został członkiem Komitetu Zagranicznego. Był współautorem rezolucji V zjazdu, opublikowanej w „Vestinke Banda”, w której sformułował poglądy Bundu na kwestie narodu i autonomii. Postulował prawo narodów do samookreślania, uznając również prawo Polski do funkcjonowania jako osobne państwo. Uczestniczył w VI Kongresie II Międzynarodówki w Amsterdamie w 1903, a także przewodniczył VI zjazdowi Bundu w 1905 w Zurychu, postulując narodowo-kulturalną autonomię dla Żydów (tzw. narodową autonomię osobistą) w przyszłej federacyjnej Rosji. W 1905 udał się do Wilna, gdzie został współredaktorem pisma bundowskiego „Nasze Słowo”. Na VII zjeździe partii został powołany do Centralnego Komitetu partii, w którego składzie był do 1914. W Wilnie zajmował się redagowaniem pism partii: „Našaja Tribuna”, „Fołkscajtung”, „Naje Cajt”, „Cajt-Fragen” i „Morgensztern”.
W 1908 wrócił do Szwajcarii, gdzie będąc członkiem redakcyjnym partii publikował liczne artykuły na temat kwestii narodowej w Rosji oraz Żydów. Publikował również w czasopismach artystycznych nt. literatury, teatru i muzyki oraz przekładał na jidysz wiersze Aleksandra Błoka. Na VIII Kongresie II Międzynarodówki w 1910 ponownie reprezentował Bund, a w 1912 na polecenie Komitetu Centralnego przeniósł się do Wiednia, gdzie został korespondentem prasowym oraz współredagował pismo „Lebensfragen”. W 1913 wrócił do Rosji, w kwietniu 1913 został aresztowany w Kownie i więziony w X pawilonie Cytadeli Warszawskiej. W 1914 ewakuowano go do więzienia w Orle, a po stabilizacji frontu przeniesiono z powrotem do cytadeli. 3 maja 1915 skazano go na 4 lata katorgi. W wyniku choroby został przeniesiony na Pawiak do szpitala więziennego. Na wniosek Komitetu Obywatelskiego został zwolniony 5 sierpnia 1915 przez okupacyjne władze niemieckie. Następnie wznowił działalność w Bundzie.
Na I ogólnokrajowej konferencji organizacji bundowskich w grudniu 1917 w Lublinie został wybrany ponownie do Centralnego Komitetu partii, jednak stopniowo zaczął się wycofywać z przewodnictwa Bundowi. Jedną z jego ostatnich wypowiedzi politycznych był wstęp do broszury „Bund und Zjonismus”, w której wypowiadał się krytycznie o syjonizmie.
Po wojnie był inicjatorem powstania Komitetu Dinezona, Medema i Rajchmana, przyszłej Centralnej Żydowskiej Organizacji Szkolnej. Inicjował rozszerzanie sieci żydowskich szkół i domów dziecka. Działał na rzecz powstania Stowarzyszenia „Szul-Buch” oraz założył organizację oświatową „Idiszer Szul un Fołksbildung Farajn”. Inicjował żydowskie kursy nauczycielskie i działał na rzecz towarzystwa „Unzere Kinder”.
Na zjeździe w Krakowie w kwietniu 1920 został usunięty z Centralnego Komitetu partii. W grudniu 1920 postanowił wyjechać do Nowego Jorku na zaproszenie Żydowskiej Federacji Socjalistycznej. W Stanach Zjednoczonych działał na rzecz partii – zbierał fundusze na rzecz wznowienia „Lebensfragen”. Publikował liczne artykuły na łamach gazet: „Forwerts”, „Cukunft”, „Naje Wełt” i „Frajnd” krytyczne wobec bolszewizmu i Rosji Radzieckiej. Medem zmarł w 9 stycznia 1923 w wyniku towarzyszącej mu od dzieciństwa choroby nerek. Został pochowany na cmentarzu Mount Carmel w Nowym Jorku.
W 1923 została wydana w Nowym Jorku autobiografia Medema „Fun majn lebn”.

### Życie prywatne
Medem ożenił się z Giną z domu Birencwajg, działaczką Bundu, dziennikarką i reporterką, pochodzącą z okolic Tomaszowa Mazowieckiego. W wieku niemowlęcym w 1917 zmarła ich jedyna córka – Natalia. Medem miał ponadto syna urodzonego w 1905 w Genewie, pochodzącego z nieślubnego związku.

## Upamiętnienie
Warszawscy robotnicy w celu uczczenia jego śmierci zorganizowali kilkunastominutowy strajk. Imieniem Medema nazwano Seminarium Nauczycielskie w Wilnie oraz sanatorium dla dzieci w Miedzeszynie. W Paryżu mieści się Dom kultury jidysz – Biblioteka Medema największe centrum kultury jidysz w Europie.